# Штраубингская культура

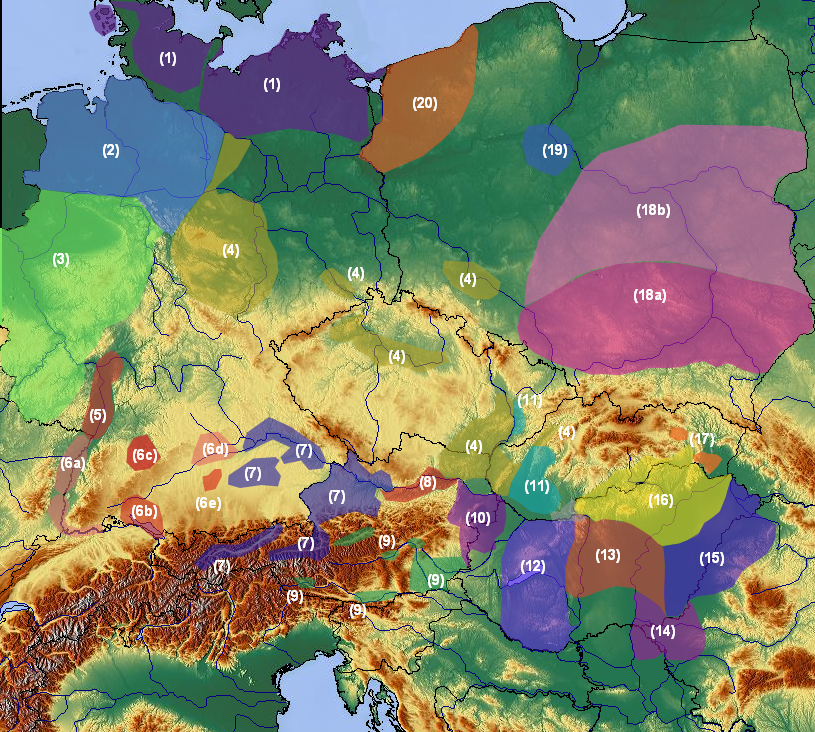
Распространение археологических культур в Центральной Европе во время стадии BA1 по хронологии Рейнеке.
(1) поздний энеолит; (2) культура колоколовидных кубков; (3) гигантские кубки; (4) унетицкая культура; (5) адлербергская культура; (6) ранняя бронза Северных Альп: (6a) группа Верхнего Рейна, (6b) группы Зинген-Некар-Рис-Лех; (7) штраубингская культура; (8) Унтервёльблингская культура; (9) ранний бронзовый век Юго-Восточных Альп; (10) визельбургская культура; (11) культура Нитра; (12) культура Кишапоштаг; (13) культура Надьрев; (14) культура Перьямош; (15) отоманская культура; (16) хатванская культура; (17) коштянская культура; (18) мержановицкая культура: (18a) южная зона, (18b) северная зона; (19) группа Добре; (20) группа Плония (Буххольц).

Штраубингская культура, или культура Штраубинг — доисторическая археологическая культура эпохи раннего бронзового века.

## Хронология и распространение
Штраубинг представляет собой крупную региональную группу, существовавшую на территории современных Баварии, юго-западной Германии и Швейцарии. Культура представлена некрополями, кладами с бронзовыми кольцами и керамикой из хорошей глины. Торговые связи распространялись далеко от места существования культуры. Культура названа по некрополю близ Штраубинга в Нижней Баварии, обнаруженному в 1902 г. археологом П. Райнеке. Существовала в период 2300—1600 гг. до н. э..

## Типы жилищ
Преимущественно встречаются дома, расположенные с севера на юг, главным образом двухнефовые длинные дома шириной от 4 до 8 метров и длиной 20 — 25 метров, иногда даже длиннее.

## Погребальные обряды
С 23 в. до н. э. получают распространения погребения в скорченном положении, как правило, с немногочисленными погребальными дарами из листовой меди. Рядом с мужчинами обычно лежат кинжалы, наряду с ними — иногда топоры и иглы, а с женщинами — браслеты из листовой меди, иглы и прочие украшения. Наряду с металлическими предметами в могилах рядом с лицами обоих полов встречаются керамические сосуды. Мужчины (в находках на территории Баварии) обычно лежат на левом боку, голова направлена примерно на северо-восток, женщины — напротив, головой примерно на юго-запад. В других местах найдены также погребения в вытянутом положении на спине, а также коллективные погребения в каменных гробницах.
Позднее — примерно с 20 или 19 в. до н. э. — начинают встречаться весьма богатые погребения с бронзовыми погребальными дарами.
К концу раннего бронзового века встречаются только курганные погребения.

## Рацион и хозяйство
Охота как способ хозяйства теряла значение, тогда как всё больше распространялись землепашество и скотоводство.
Ячмень (яровой, о чём можно судить по примесям сорняков в обнаруженных запасах данного злака) и спельта (озимая) были важнейшими злаками, в то время как распространённые в эпоху неолита однозернянка и двузернянка постепенно были вытеснены новыми культурами.
Крупный рогатый скот представлял собой важнейших хозяйственных животных данной культуры; к рогатому скоту относятся до 90 % обнаруженных костей животных. Скот забивали в основном взрослый, что означает, что его до этого использовали в качестве тяглового, рабочего и молочного. Примерно 6 % костных находок относятся к домашней овце и козе. Свинья встречалась крайне редко.

## Металл
Железная руда в ту пору уже регулярно добывалась в северных Альпах, обнаружены залежи как заготовок для фибул, так и готовые изделия.
Кинжалы обнаружены в Баварии, чаще всего в виде одиночных находок и гораздо реже — группами в воде или влажной почве, однако ни одного кинжала данной культуры пока не найдено ни в могилах, ни в остатках поселений.